# Reptowo (województwo kujawsko-pomorskie)
Reptowo – wieś w Polsce, położona w województwie kujawsko-pomorskim, w powiecie bydgoskim, w gminie Dąbrowa Chełmińska.
W latach 1939 - 1942 dotychczasową nazwą wsi było Reptowo, lecz po przeprowadzonej zamianie nazw miejscowości w Okręgu Rzeszy Gdańsk-Prusy Zachodnie, w latach 1942 - 1945 nazywała się Reptau.
W latach 1975–1998 miejscowość administracyjnie należała do województwa bydgoskiego.
W latach 1939–1945 położona była w okręgu Rzeszy Gdańsk-Prusy Zachodnie, w rejencji bydgoskiej (Regierungsbezirk Bromberg), w powiecie Chełmno (Kreis Kulm).